# Interesse legittimo
L'interesse legittimo è una delle situazioni giuridiche soggettive riconosciute dal diritto italiano. 
È qualificabile come la pretesa di un privato che la pubblica amministrazione italiana eserciti un potere pubblico in conformità alla legge, in modo da poter conseguire o conservare un'utilità. Secondo la teoria della degradazione, vista dagli esponenti della dottrina come la più attendibile, l'interesse legittimo può essere anche definito come l'affievolimento di un diritto soggettivo di fronte al superiore pubblico interesse.

## Evoluzione storica
La legge 20 marzo 1865, n. 2248 - che all'allegato E disciplinava il contenzioso amministrativo - assegnava la tutela dei diritti politici e civili alla giurisdizione ordinaria, mentre non individuava alcun organo giurisdizionale per la tutela degli interessi legittimi, rispetto ai quali erano previsti rimedi soltanto giustiziali, segnatamente il ricorso gerarchico e il ricorso straordinario al Re.
Secondo la nuova legge sul Consiglio di Stato del 1889 al succitato organo questa volta, venivano assegnati poteri di annullamento dell'atto illegittimo, al contrario del giudice ordinario nella legge abolitiva, che disponeva solo di una pronuncia di illegittimità con dovere dell'amministrazione di conformarsi al giudicato.
In questo periodo cominciò a essere considerato come un interesse ciò che si faceva valere dinanzi al Consiglio di Stato. Nel linguaggio dell'epoca l'interesse legittimo era il mero interesse a opporsi all'opportunità e al merito dell'atto.
Nella Costituzione della Repubblica Italiana l'interesse legittimo fu esaltato attraverso gli articoli 24 e 113 che lo nominano espressamente e affidano tutela davanti al giudice amministrativo. La risarcibilità della lesione all'interesse legittimo è stata ammessa dalla giurisprudenza per la prima volta con la sentenza n. 500 del 22 luglio 1999, emessa dalle Sezioni Unite della Corte di cassazione, risarcibilità confermata e ampliata dalla successiva legge 21 luglio 2000, n. 205.

## Descrizione
L'interesse a conseguire un'utilità è detto pretensivo (ad es. vincere un concorso pubblico), mentre quello a conservarla è detto oppositivo (ad es. proteggere una proprietà da un'espropriazione per pubblica utilità).
La connessione tra l'esercizio del potere e utilità personale è fondamentale: l'ordinamento, infatti, non riconosce la mera pretesa del privato alla legalità amministrativa. Tale connessione è fondamentale anche per distinguere l'interesse legittimo dal diritto soggettivo: quest'ultimo, infatti, ancorché vantato verso una pubblica amministrazione, non richiede l'esercizio di un potere per la sua soddisfazione, ma, al limite, un comportamento rilevante sul mero piano privatistico (ad es. il pagamento di un credito).
Nell'ordinamento italiano non esistono norme definitorie: l'espressione "interessi legittimi" è comunque presente in tre articoli della Costituzione: all'art. 24 dove è stabilito il diritto di agire in giudizio per la difesa dei diritti (intesi come diritti soggettivi) e degli interessi legittimi, all'art.
103, in cui si stabilisce la giurisdizione del Consiglio di Stato e degli altri organi di giustizia amministrativa per la tutela degli interessi legittimi, e all'art. 113, dove si prevede che verso gli atti della pubblica amministrazione è sempre ammessa la possibilità di tutelare questa posizione soggettiva in sede giurisdizionale.
L'interesse legittimo ha come oggetto una utilità o un bene della vita che un soggetto privato mira, rispettivamente, a conservare o a conseguire tramite l'esercizio legittimo del potere amministrativo.
Nel primo caso si parla di interesse legittimo oppositivo, che sorge, per esempio, nei casi di espropriazione o di imposizione di un vincolo alla proprietà; nel secondo caso di interesse legittimo pretensivo, che sorge per esempio in relazione a un'autorizzazione o a una concessione necessaria per intraprendere un'attività. Viene contrapposto al diritto soggettivo inteso, in questo contesto, come situazione soggettiva di vantaggio riconosciuta automaticamente come degna di tutela nei riguardi sia dei privati sia della pubblica amministrazione.
Questa situazione giuridica, creazione del diritto italiano, è rinvenibile anche negli ordinamenti stranieri ad alta presenza di potestà amministrativa, ma solo in Italia è stato scelta come criterio di riparto della giurisdizione; al di fuori dell'ordinamento italiano, dunque, l'enucleazione della categoria di interessi legittimi e la sua contrapposizione ai (rimanenti) diritti soggettivi, seppur concettualmente possibile, è priva di qualsiasi utilità pratica.
Quando la pubblica amministrazione esercita un potere pubblico può incidere sulla sfera dei soggetti con cui entra in relazione, potendo anche incidere sulle loro posizioni giuridiche, indipendentemente o anche contro la volontà di questi. La pubblica amministrazione, tuttavia incontra dei limiti nelle finalità (e anche nelle modalità), finalità che dalla legge sono indicate e che rappresentano la giustificazione del potere attribuitole.
La pretesa del legittimato al rispetto di queste finalità e di questi limiti è l'oggetto dell'interesse legittimo e l'ordinamento giuridico conferisce al suo titolare gli strumenti giuridici per ottenerlo. Questi strumenti si sostanziano in una serie di pretese tutelate, alle quali corrispondono puntuali adempimenti dell'amministrazione durante l'esercizio del potere e nella possibilità di ricorrere alla giurisdizione amministrativa per ottenere l'annullamento dell'atto amministrativo che abbia violato una qualsiasi delle regole di legalità o il risarcimento del danno che l'atto amministrativo illegittimo abbia provocato.
Nella dottrina giuridica la figura di questo istituto è molto dibattuta e controverse sono le opinioni al riguardo; di seguito sono riportate alcune tra le definizioni che ne sono state date, scelte tra le più originali:
- Franco Ledda: "è la rifrazione di un fantasma";
- Franco Cordero: "è la personificazione di un'ombra";
- Giorgio Berti: "grande geniale inganno";
- Mario Nigro: "misteriosa e tormentata figura".

## Tipologie

### L'interesse legittimo oppositivo
Nell'interesse legittimo oppositivo la soddisfazione del soggetto si realizza attraverso il mancato esercizio del potere della pubblica amministrazione che potrebbe cagionargli una vicenda giuridica svantaggiosa (esempio tipico è l'opposizione all'ordinanza di demolizione),  mirando quindi a tutelare il difetto che voglia mantenere una utilità già acquisita.
I poteri pubblici e i relativi provvedimenti che incidono negativamente sulla sfera giuridica del privato sono eterogenei, e possono riguardare:
- il diritto di proprietà (espropriazione, requisizione, servitù pubbliche, ecc.);
- il diritto di iniziativa economica (provvedimenti prezzo, divieto di commercio di beni artistici;
- la libertà individuale (ordinanze in materia di igiene e sanità, di circolazione stradale, ecc.)

La Costituzione sicuramente riconosce e garantisce tali posizioni di vantaggio, ma poi demanda alla legge ordinaria il compito di definirle e delimitarle, subordinandole ad altri interessi superindividuali come la funzione sociale della proprietà, l'utilità sociale dell'iniziativa economica, la tutela dell'incolumità individuale, ecc.
L'ordinamento dunque predispone le norme per dirimere i conflitti che possono nascere, ad esempio, tra il diritto di proprietà individuale e l'interesse collettivo alla costruzione di un'opera pubblica, e in particolare conferisce alla Pubblica Amministrazione il potere di espropriare, individuandone i limiti e le modalità di esercizio, affinché tale potere non si trasformi in arbitrio e prevaricazione. L'interesse oppositivo, nel caso di esempio, è il potere di pretendere un corretto esercizio dell'azione amministrativa, quindi di pretendere l'annullamento del decreto di esproprio illegittimo con conseguente restituzione del bene espropriato non iure e contra ius.

### L'interesse legittimo pretensivo
Nell'interesse legittimo pretensivo il soggetto mira a ottenere una posizione di vantaggio grazie a un'attività della Pubblica Amministrazione che incida in modo favorevole sulla sua situazione soggettiva (ad es. la concessione di una licenza per aprire un esercizio commerciale).
L'interesse legittimo pretensivo è una posizione giuridica molto affine al diritto soggettivo, con il quale ha diversi punti di contatto. Il confine ontologico tra le due figure addirittura scompare nell'ambito della giurisdizione esclusiva del giudice amministrativo.
Sostanzialmente, l'interesse pretensivo consiste nel potere di pretendere una utilità derivante dal legittimo esercizio di una pubblica potestà.

## La risarcibilità
Fino agli anni 1990 la lesione di un interesse legittimo a opera di un provvedimento amministrativo invalido trovava tutela esclusivamente attraverso l'azione di annullamento da proporre innanzi al giudice amministrativo. La tesi dell'irrisarcibilità si fondava sull'assunto dell'inapplicabilità della normativa contenuta nell'art. 2043 del codice civile rispetto ai casi di lesione di interessi legittimi. I motivi dell'inapplicabilità erano giustificati dal punto di vista del diritto processuale nel senso che unico giudice competente a dichiarare il risarcimento è il giudice ordinario che però è competente per i diritti soggettivi e non per gli interessi legittimi, e ciò perché, dal punto di vista del diritto sostanziale, l'interpretazione - classica - data dell'art. 2043 del c.c. è stata orientata solo verso la risarcibilità dei diritti e non degli interessi.
In questo modo, una tutela risarcitoria indiretta degli interessi legittimi, veniva riconosciuta dalla giurisprudenza solo in relazione ai cosiddetti interessi legittimi oppositivi (che si concretano nell'interesse alla conservazione di un bene o di una situazione di vantaggio a fronte di un atto amministrativo sfavorevole) e non anche in difesa degli interessi legittimi pretensivi (che rappresentano l'interesse al conseguimento di una situazione di vantaggio). Inoltre, doveva prima intervenire l'annullamento dell'atto illegittimo da parte del giudice amministrativo (cosiddetta condizione di pregiudizialità amministrativa) e solo successivamente si poteva proporre domanda al giudice ordinario per ottenere il risarcimento del danno da lesione dell'interesse legittimo.
In seguito alla sentenza della Corte di cassazione n. 500/1999, è venuto meno il principio tradizionale che limitava l'area della risarcibilità nei rapporti tra cittadino e pubblica amministrazione alla lesione di diritti soggettivi. L'azione risarcitoria può essere dunque proposta, come prevede ora espressamente la normativa sulla giustizia amministrativa, anche in caso di lesione dell'interesse legittimo. Secondo la citata pronuncia n. 500/1999, l'interesse legittimo è
In altri termini, l'interesse legittimo emerge nel momento in cui l'interesse del privato ad ottenere o a conservare un bene della vita viene a confronto con il potere amministrativo, e cioè con il potere della P.A. di soddisfare l'interesse (con provvedimenti ampliativi della sfera giuridica dell'istante), o di sacrificarlo (con provvedimenti ablatori).
Si delinea così, in riferimento alle diverse forme della protezione, la distinzione, ormai acquisita e di uso corrente, tra "interessi oppositivi" ed "interessi pretensivi", secondo che la protezione sia conferita al fine di evitare un provvedimento sfavorevole ovvero per ottenere un provvedimento favorevole: i primi soddisfano istanze di conservazione della sfera giuridica personale e patrimoniale del soggetto; i secondi istanze di sviluppo della sfera giuridica personale e patrimoniale del soggetto.»
La sentenza del 1999 ha quindi recepito un orientamento che, dapprima solo espressione dell'elaborazione dottrinale, era stato successivamente accolto nell'ordinamento giuridico con il decreto legislativo 31 marzo 1998, n. 80, che ha previsto, per la prima volta, la risarcibilità dell'interesse legittimo leso, limitatamente nei campi dell'edilizia, dell'urbanistica e dei servizi pubblici. Tale sentenza afferma che è legittimo chiedere al giudice ordinario il risarcimento del danno causato da lesione di interesse legittimo, indipendentemente dal preventivo annullamento dell'atto stesso da parte del giudice amministrativo.
Per la prima volta anche gli interessi legittimi pretensivi ricevono tutela, infatti, anche per essi è possibile ricorrere al giudice ordinario per il risarcimento. Infine, nel caso di materia attribuita alla giurisdizione esclusiva del giudice amministrativo, la tutela risarcitoria per gli interessi legittimi pretensivi e oppositivi, è affidata allo stesso giudice.
Inoltre con la legge del 10 agosto del 2000, n. 205, ampliando i poteri del TAR, il legislatore ha previsto - modificando l'art 35, comma 4 del D.Lgs. n. 80/1998 - la possibilità per questo di disporre il risarcimento della lesione all'interesse legittimo, in tutte le materie rientranti nella sua giurisdizione e non solo in quelle precedentemente previste (edilizia, urbanistica, servizi pubblici) dallo stesso decreto.
In base alla previsione contenuta nell'art. 6, comma 2, della legge n. 205 del 2000 le controversie concernenti diritti soggettivi devolute alla giurisdizione del giudice amministrativo possono essere risolte mediante arbitrato rituale di diritto. L'art. 8, 1º e 2º comma, della stessa legge n. 205/2000 prevede poi che solo nelle controversie devolute alla giurisdizione esclusiva del giudice amministrativo aventi a oggetto diritti soggettivi di natura patrimoniale possono trovare applicazione le disposizioni processuali civili sul procedimento per ingiunzione.

## Nel diritto privato
Nel sistema di diritto privato italiano, la figura dell'interesse legittimo ha stentato ad affermarsi a causa della centralità della categoria dei diritti soggettivi.
Al principio del XX secolo, in dottrina si negava l'ammissibilità di interessi legittimi al di fuori della sfera pubblicistica e si ravvisavano nell'area del diritto comune esclusivamente diritti soggettivi. Due autori, Giampietro Chironi e Luigi Abello, nel Trattato di diritto civile (Torino, 1904, vol. I, pag. 128 e segg.) per la prima volta, studiando la struttura del diritto soggettivo ne individuarono gli elementi costitutivi (soggetto, oggetto, contenuto, tutela) ed evidenziarono che i soggetti privati possono ricevere tutela diretta o indiretta a seconda che il rapporto intercorra con un altro privato o con un'amministrazione pubblica che agisca in veste di autorità. L'unica ipotesi individuata dai due autori era nell'ambito dei rapporti familiari, laddove la legge attribuisce ai genitori determinati poteri da esercitare nei confronti dei figli, per finalità di importanza collettiva e sociale.
Nel 1921, Francesco Ferrara riprende la tesi elaborata da Chironi e ribadisce l'esistenza di situazioni protette in modo diretto e immediato, e di altre situazioni la cui tutela dipende da altri interessi di portata maggiore che trascendono la sfera del singolo.
Un decennio più tardi, Francesco Carnelutti e Federico Cammeo (1936) approfondiscono la visione processuale del problema e affermano che gli interessi legittimi nel diritto privato, occasionalmente protetti così come nel diritto pubblico, godono di tutela se e nella misura in cui sono tutelati gli interessi altrui, con la conseguenza che l'azione giudiziale sarebbe inammissibile non per la mancanza di interesse processuale al ricorso giurisdizionale amministrativo, bensì per il difetto di una situazione protetta, ossia normativamente qualificata.

## Altre forme tutelate
Oltre all'interesse legittimo per come sopra definito, in dottrina sono state individuate altre possibili posizioni giuridiche affini a quella dell'interesse legittimo.

### L'interesse semplice
L'interesse semplice è l'interesse dei destinatari di un atto amministrativo affinché la pubblica amministrazione, nell'esercizio dei suoi poteri, si attenga ai criteri di opportunità, stabiliti come criterio generale a cui l'attività dell'amministrazione si dovrebbe conformare.
L'interesse semplice, nella generalità dei casi, non riceve tutela giurisdizionale. L'interesse semplice trova tutela unicamente per via amministrativa, attraverso il ricorso amministrativo gerarchico; per questo ci si riferisce a esso anche come interesse amministrativamente protetto.

### L'interesse di fatto
L'interesse di fatto è quell'interesse che deriva da un obbligo posto dall'ordinamento giuridico sull'attività della pubblica amministrazione, che non è correlato a una corrispondente posizione giuridica rilevante; si tratta di situazioni, come ad esempio il dovere di manutenere la rete stradale, posti in capo alla pubblica amministrazione a vantaggio di tutta la collettività indifferenziata, e non di un singolo individuo o di una collettività individuabile di soggetti giuridici.
Questi interessi non ricevono alcuna tutela giurisdizionale. Vi sono, però, alcune eccezioni a questo principio, tra cui:
- il processo che riguarda interessi collettivi e diffusi vantati da enti pubblici o associazioni private preposti alla tutela di detti interessi;
- il processo promosso contro un terzo dal cittadino in via surrogatoria del Comune inerte;
- azioni legali in materia elettorale dove il ricorrente può essere semplicemente un elettore e non il candidato.

### L'interesse collettivo
L'interesse collettivo è l'omogenea pretesa di un gruppo organizzato di persone, nell'ambito di una collettività più ampia o della stessa collettività generale, a fronte dell'attività della pubblica amministrazione.
Negli anni 1970, Massimo Severo Giannini operò una distinzione concettuale tra:
- interessi collettivi, che fanno capo a un gruppo, cioè un ente esponenziale non occasionale, il quale è esclusivo titolare e portatore nel processo amministrativo di tali interessi, alla stregua di un attore collettivo e istituzionalizzato, cioè previsto e tutelato dall'ordinamento quanto alla meritevolezza degli interessi di cui è portatore e quanto alla legittimazione ad agire. Gli interessi diffusi cd. collettivi sono dunque sufficientemente differenziati e personalizzati in capo al soggetto collettivo, sicché presentano tutti i requisiti necessari per far configurare un vero e proprio interesse legittimo;
- interessi adespoti, cioè privi di un soggetto titolare e portatore, e dunque indifferenziati.

### L'interesse diffuso
A differenza dall'interesse collettivo, gli interessi diffusi sono comuni a individui di una formazione sociale non organizzata e non individuabile autonomamente. L'interesse diffuso può definirsi quindi come un interesse che appartiene ad un gruppo (non omogeneo) più o meno ampio di soggetti che ha ad oggetto un bene o un servizio destinato ad uso collettivo, dal quale il gruppo trae una particolare utilità o un particolare vantaggio. Esempi di interesse diffuso possono essere la tutela dell'ambiente e la tutela del consumatore.
La legge 7 agosto 1990, n. 241 ha preso in considerazione questi interessi quando all'art. 9 ha previsto la facoltà dei portatori di interessi diffusi a costituirsi in associazioni o comitati al fine di intervenire nei procedimenti amministrativi dai quali possa derivare loro pregiudizio.